# Сергеев, Николай Васильевич
Никола́й Васи́льевич Серге́ев (4 декабря 1894, Озерки, Курская губерния — 8 января 1988, Москва) — советский актёр театра и кино. Народный артист РСФСР (1970).

## Биография
Родился в Курской губернии, в дворянской семье. После окончания гимназии поступил на физико-математический факультет в МГУ. В 1919 году бросил обучение и записался добровольцем в армию. После службы не вернулся в университет, а поступил в театральный техникум. На сцене с 1920 года. В 1925 году окончил Московский театральный техникум имени А. В. Луначарского и до 1932 года был актёром в различных домах самодеятельности. В 1932—36 годах служил в Театре ВЦСПС, в 1936—1959 годах — в Центральном театре Советской Армии. Хотя в кино Николай Сергеев впервые снялся в 1937 году, дебютировав ролью командира фашистской эскадрильи в фильме «Глубокий рейд», известность ему принесли роли возрастные. Этапной в этом отношении для него стала роль старого рабочего Басманова в картине Иосифа Хейфеца «Большая семья» (1954). В этой картине актёра заметил Михаил Швейцер и дал ему создать совершенно противоположный образ — скупого крестьянина Силантия Ряшкина в «Чужой родне» (1955). С этого момента Николая Сергеева стали приглашать ведущие советские режиссёры, и вскоре он оставил театр ради кинематографа. В 1960 году сыграл в ещё одном известном фильм Швейцера «Мичман Панин», где исполнил роль капитана корабля по имени Николай Васильевич Сергеев.

Могила Н. В. Сергеева на Ваганьковском кладбище в Москве

Умер 8 января 1988 года в Москве. Похоронен на 26 участке Ваганьковского кладбища.

## Семья
Жена Ольга Васильевна Долгова (1900—1991). Играла в Центральном академическом театре Советской Армии.

## Признание и награды
- Орден Трудового Красного Знамени (15.04.1980)[7].
- Народный артист РСФСР (1970).
- Заслуженный артист РСФСР (1956).
- МКФ в Канне (1955, Приз лучшему актёрскому составу, фильм «Большая семья»).

## Творчество

### Театральные работы

#### Центральный театр Советской Армии (1936 — 1959)
- 1936 — «Первая Конная» Вс. Вишневского — казак
- 1950 — «Год 19-й» И. Л. Прута. Постановка А. Д. Попова — Залиев
- 1937 — «Укрощение строптивой» У. Шекспира. Постановка А. Д. Попова — Прохожий
- 1940 — «Учитель» С. А. Герасимова — Кузьма
- 1942 — «Давным-давно» А. К. Гладкова —
- 1944 — «Сталинградцы» Ю. Чепурина — Часовой
- 1948 — «Южный узел» Ю. Чепурина — Аржанов
- 1949 — «Степь широкая» Н. Винникова — дед Павка
- 1952 — «Мастерица варить кашу» Н. Г. Чернышевского. Постановка В. С. Канцеля — Сидор Иванович Иннокентиев, библиотекарь Карелиной

## Фильмография

### Роли в кино
- 1933 — Конвейер смерти — рабочий (нет в титрах)
- 1937 — Глубокий рейд — фельд-майор, командир имперской эскадрильи (нет в титрах)
- 1944 — Родные поля — унылый колхозник
- 1946 — Белый Клык — золотоискатель (нет в титрах)
- 1954 — Большая семья — Александр Александрович Басманов, пожилой рабочий-кораблестроитель
- 1955 — Дорога — Павел Петрович Фальковский, парикмахер
- 1955 — Чужая родня — Силантий Петрович Ряшкин, отец Стеши
- 1956 — На подмостках сцены — часовой на шлагбауме (нет в титрах)
- 1956 — Тугой узел — Игнат Егорович Гмызин, председатель колхоза
- 1957 — Телеграмма — Тихон Иванович
- 1958 — Трудное счастье — Овсей Ермолин, кулак, деревенский староста
- 1958 — Отцы и дети — Василий Иванович Базаров
- 1959 — Василий Суриков — чернобородый
- 1959 — Снежная сказка — Петушков, часовой мастер
- 1959 — Солнце светит всем — Максим Петрович Савельев, отец Николая
- 1960 — Пять дней, пять ночей — капитан Игорь Владимирович Шагин, искусствовед
- 1960 — Мичман Панин — капитан 1-го ранга Николай Васильевич Сергеев, командир корабля[8]
- 1960 — Серёжа — Лукьяныч, сосед-бухгалтер
- 1960 — Воскресение — капитан, тюремный смотритель
- 1961 — Девять дней одного года — отец Гусева
- 1961 — Горизонт
- 1961 — Укрощение строптивой — старый учитель
- 1961 — Битва в пути — Василий Васильевич Сугробин, дедушка Сергея
- 1963 — Домик в дюнах
- 1964 — Живые и мёртвые — Зосима Иванович Попков, сосед Маши
- 1964 — Жили-были старик со старухой — бухгалтер
- 1965 — Авария — Алексей Николаевич, адвокат
- 1965 — Время, вперёд! — эпизод
- 1965 — Вниманию граждан и организаций — сторож в парке
- 1966 — В городе С. — мужик
- 1966 — Андрей Рублёв — Феофан Грек
- 1966 — Просто девочка — печатник Цветков
- 1967 — Звёзды и солдаты — монах
- 1967 — Разбудите Мухина! — учитель физики / Галилей
- 1968 — Золотой телёнок — старик Синицкий
- 1970 — Возвращение «Святого Луки» — музейный смотритель
- 1970 — Карусель — старый дирижёр
- 1970 — Бег — гробовщик
- 1970 — О друзьях-товарищах — Илья Ильич Великжанов, старый профессор-историк
- 1971 — Достояние республики — Данила Косой
- 1972 — Меченый атом — Афанасий Кузьмич
- 1972 — Моя жизнь — Андрей Иванович Редька
- 1973 — Нейлон 100 % — Сольди, иллюзионист
- 1973 — От зари до зари — старик (эпизод в конце фильма)
- 1973 — Высокое звание — отец Шаповалова
- 1973 — Назначение — дядя Миша
- 1975 — Концерт для двух скрипок — дед Оли
- 1975 — Прошу слова — Степан Трофимович
- 1976 — Сказ про то, как царь Пётр арапа женил — Афанасий Ртищев
- 1977 — Риск — благородное дело — настройщик
- 1980 — Расследование — свидетель

### Озвучивание мультфильмов
- 1973 — Детство Ратибора — Келагаст
- 1977 — Мальчик-с-пальчик — старик
- 1980 — Лебеди Непрядвы — Сергий Радонежский